# Rågø Sund
Rågø Sund är ett sund i Danmark.   Det ligger i Region Själland, i den sydöstra delen av landet, 110 km sydväst om huvudstaden Köpenhamn.
Klimatet i området är tempererat. Årsmedeltemperaturen i trakten är 9 °C. Den varmaste månaden är juli, då medeltemperaturen är 18 °C, och den kallaste är februari, med 1 °C.